# گورخر
گورخر (به انگلیسی: Zebra؛ از ریشه کنگویی)، جانوری از خانوادهٔ اسب و بومی آفریقای مرکزی و جنوبی است.
این جانور به خاطر خطوط مشکی و سفید روی بدنش معروف است. این خطوط معمولاً بر روی سر، گردن و تنه به صورت عمودی وجود دارد. این نوارهای سیاه و سفید در پنهان شدن گورخر از دید شکارچیان موثراند.
نوارهای راه‌راه هیچ دو گورخری شبیه به هم نیست. هر گله گورخر صحرایی، از خانواده‌های زیادی تشکیل شده‌است و هر گورخر اعضای خانوادهٔ خود و اطرافیانش را از روی خط‌های بدنشان تشخیص می‌دهد. هر خانوادهٔ گورخر در موقع حرکت، نظم خاصی دارد. اگر گورخر ضعیف یا آسیب‌دیده‌ای در خانواده وجود داشته باشد، همهٔ اعضای خانواده از او مراقبت می‌کنند و آهسته حرکت می‌کنند تا عقب نماند.
اگر چه در فارسی امروز اغلب به این حیوان گورخر می‌گویند اما گوری که در ایران و برخی نقاط دیگر آسیا یافت می‌شود و بهرام گور، مطابق افسانه‌های ایرانی، شکار می‌کرد از این نوع گورخرهای آفریقایی نیست و پوستی ساده و به رنگ زرد اخرایی دارد و به گورخر ایرانی مشهور است.
پژوهش‌های جدید در سال ۲۰۱۲ نشان می‌دهد که نوع بازتاب نور از بدن مخطط گورخر جذابیت کمتری برای خرمگس‌ها دارد و خرمگس‌ها بدن چارپایان سیاه را برای نیش زدن به بدن راه‌راه گوراسب ترجیح می‌دهند. این پژوهش نشان می‌دهد احتمال اینکه راه‌راه شدن بدن گورخرها در مسیر تکامل ژنتیکی به خاطر دفع خرمگس‌ها بوده‌باشد زیاد است.
دیگر دلیل‌هایی که برای راه‌راه بودن گورخر ذکر شده این است که این امر به تنظیم دمای بدن آن‌ها کمک می‌کند، به بازشناختن گورخرها توسط یکدیگر کمک می‌کند و درندگانی را که می‌خواهند به گله گورخرها حمله کنند گیج می‌کند.

## اهلی کردن

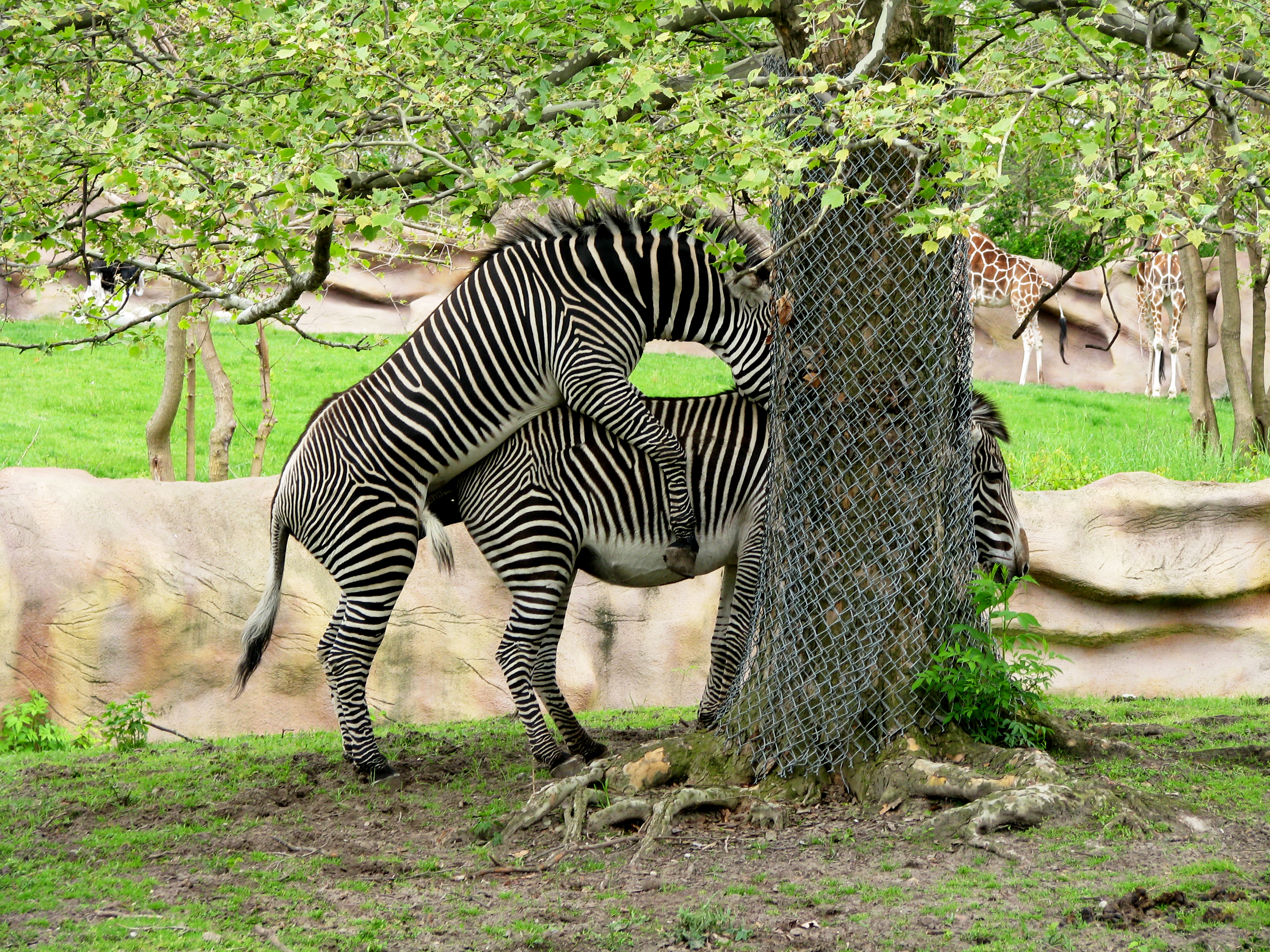
جفت‌گیری گورخرها

گورخرها هیچگاه تاکنون به‌طور کامل اهلی نشده‌اند. تلاش‌هایی در اهلی کردن گورخر انجام گرفته‌است. از آن میان می‌توان به ایجاد نوعی قاطر از نسل گورخر اشاره نمود.

## هم خانواده

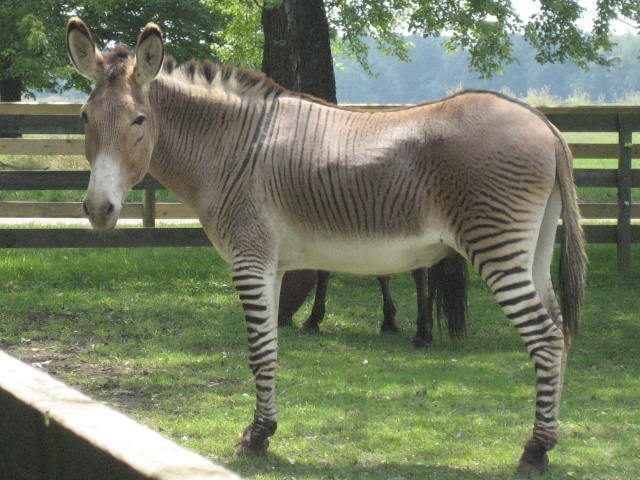
ایپو (ترکیب گورخر نر با خر ماده)

علاوه بر اینکه اسب و خر به عنوان اسبیان با گورخر هم خانواده‌اند. گونه زانکی نزدیک به گونه گورخر نیز وجود دارد که ترکیبی از گورخر نر با دیگر گونه هاست. ترکیب گورخر نر با خر ماده ایپو نام دارد که در ایتالیا یافت می‌شود و ترکیب گورخر نر با اسب ماده زورس (Zorse) می‌باشد.

## نگارخانه

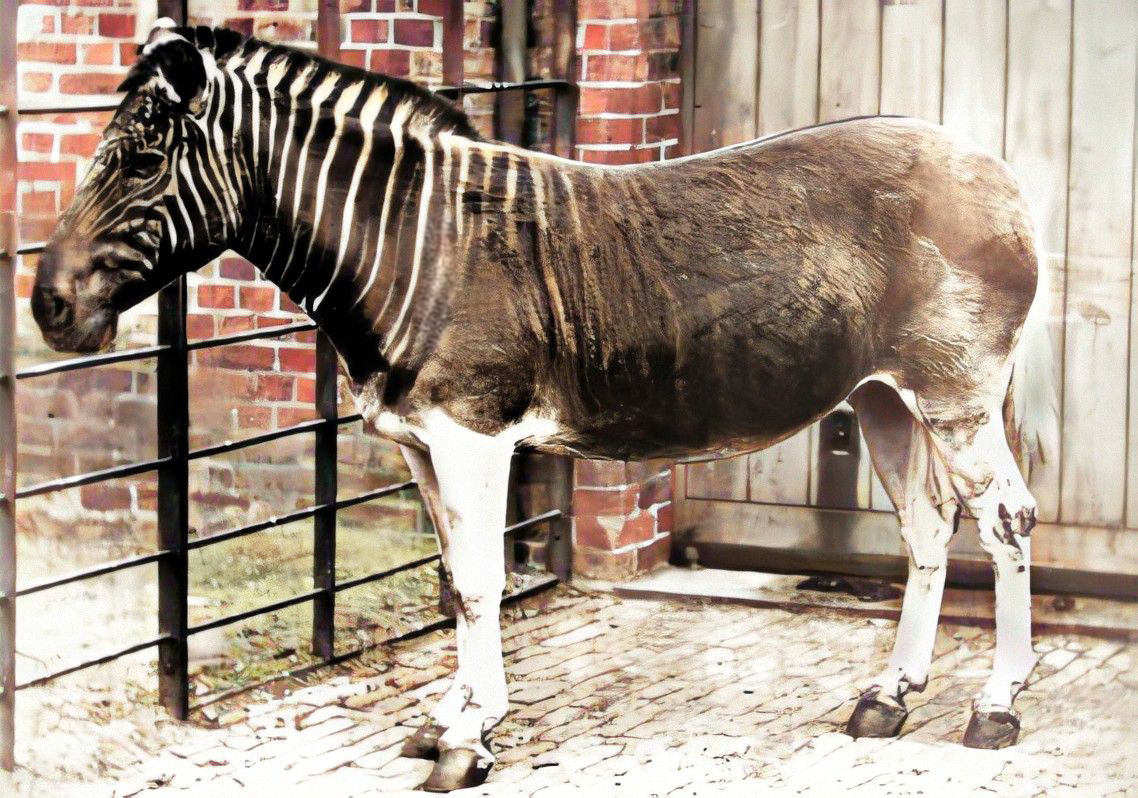
کوآگا در باغ‌وحش لندن، ۱۸۷۰
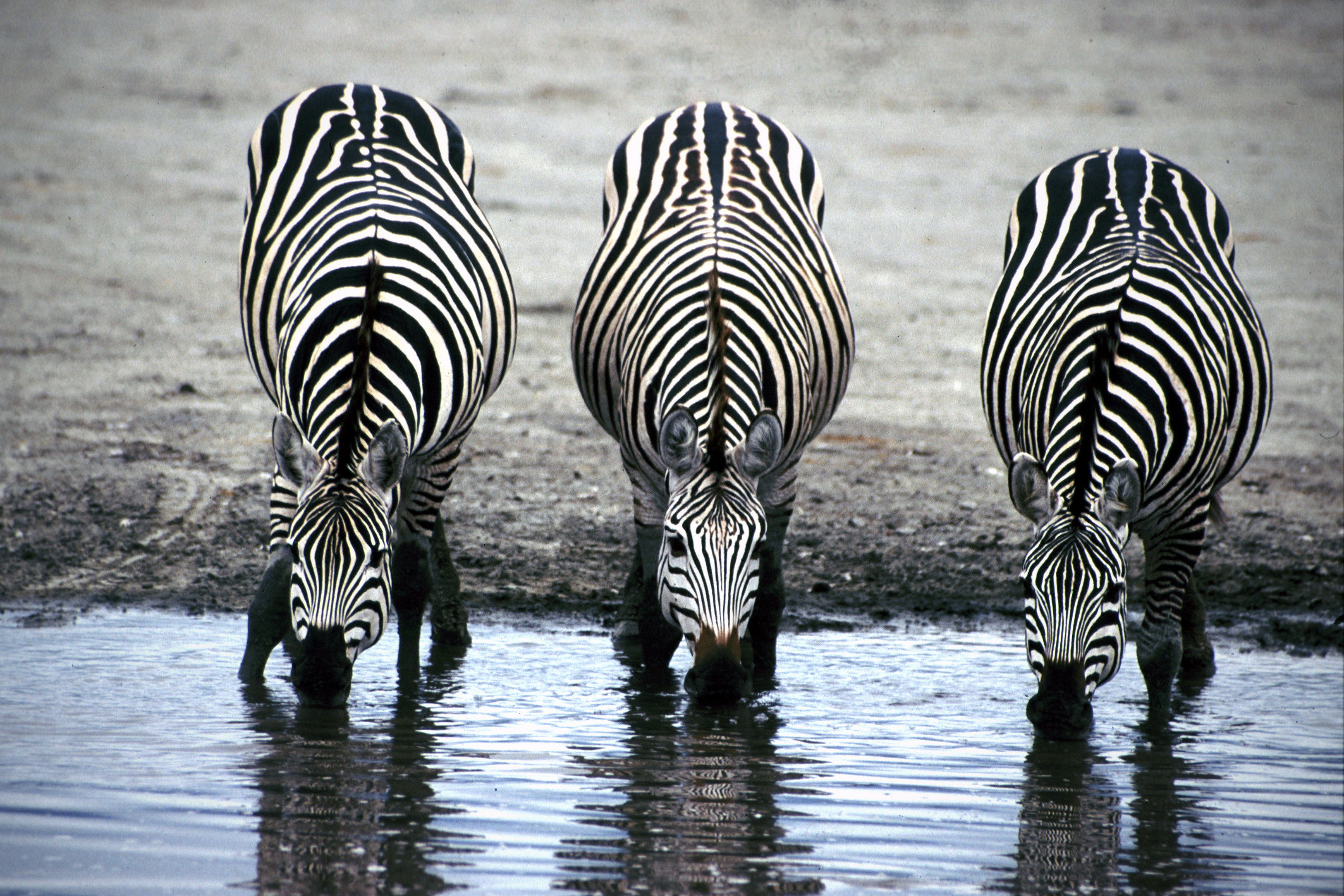
گورخرها در حال نوشیدن آب از برکه
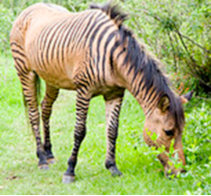
زوروس (ترکیب گورخر نر با اسب ماده)
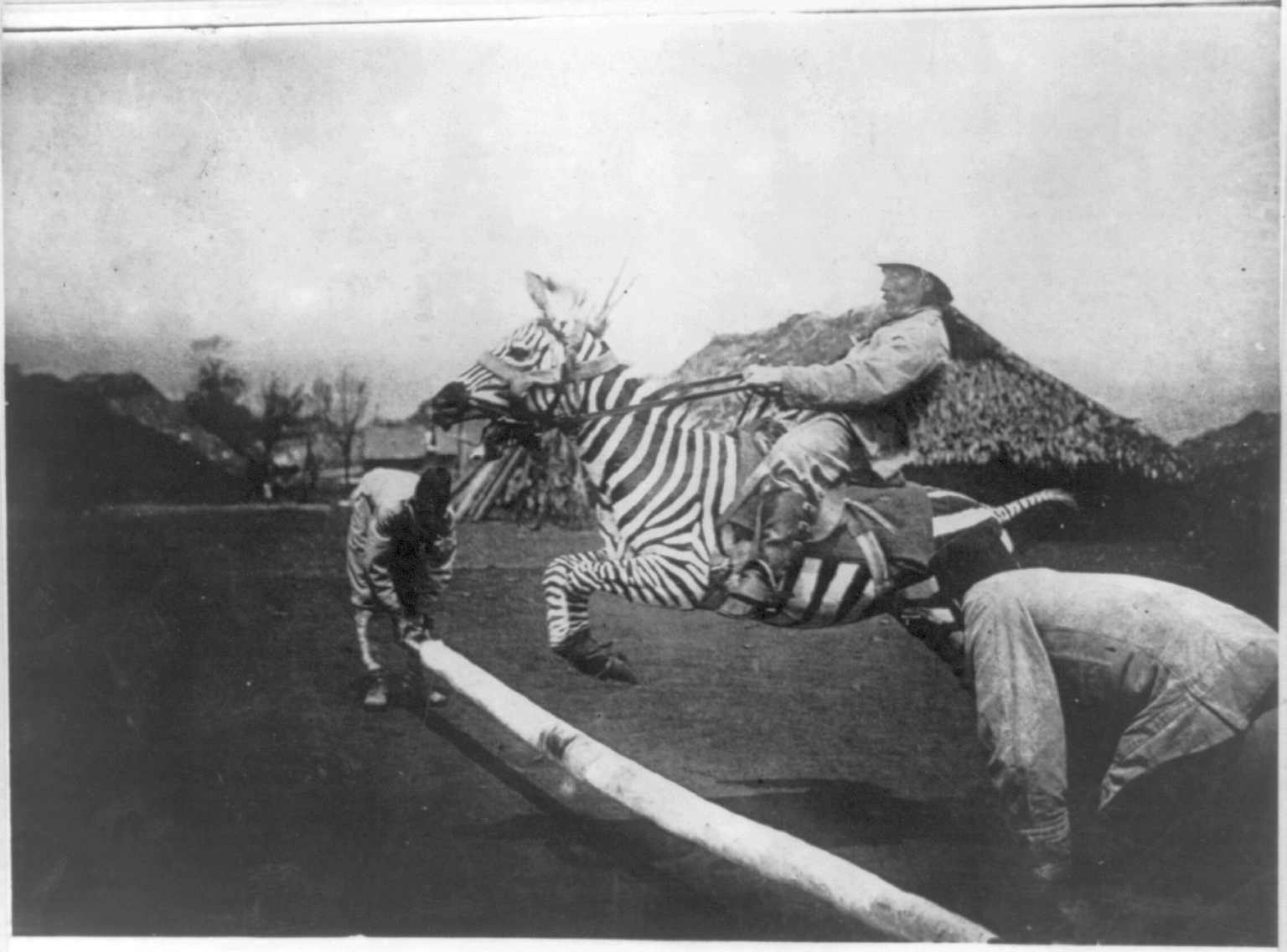
پرش با گورخر رام‌شده در شرق آفریقا، ۱۹۲۳
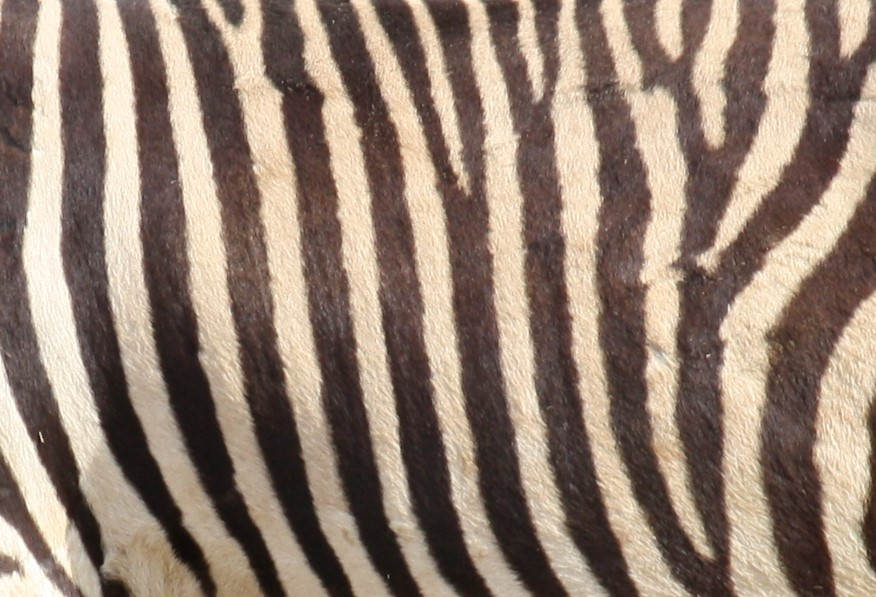
پوست بدن گورخر